# Thaumatosia anomala
Thaumatosia anomala är en armfotingsart som beskrevs av Cooper 1973. Thaumatosia anomala ingår i släktet Thaumatosia och familjen Thaumatosiidae. Inga underarter finns listade i Catalogue of Life.